# Koltai Ildikó
Koltai Ildikó (Budapest, 1959. január 21. –) magyar hitoktató, politikus, országgyűlési képviselő.

## Életpályája

### Iskolái
1988–1992 között a Pázmány Péter Hittudományi Akadémia Hitoktató Karán tanult. 1996–1998 között felsőfokú külkereskedelmi iskolában tanult, ahol üzletkötő lett.

### Pályafutása
1976–1977 között az Állami Népességkutató Hivatalban számítógép-kezelő volt. 1977-től az Olajterv Rt.-nél külkereskedelmi referens volt.

### Politikai pályafutása
1988-tól a Fidesz tagja. 1989–1990 között a Fidesz ügyvivője volt. 1994–1998 között, valamint 2002–2006 között XVII. kerületi önkormányzati képviselő volt. 1994-ben, 2002-ben és 2006-ban országgyűlési képviselőjelölt volt. 1995-től az országos választmány elnökségi tagja. 1996-tól a Fidesz XVII. kerületi szervezetének elnöke volt. 1998–2002 között országgyűlési képviselő (Budapest XVII. kerülete) volt. 1998–2002 között az Egészségügyi és szociális bizottság, a Kulturális és sajtó bizottság, valamint az Európai integrációs albizottság tagja volt. 2002-ben polgármesterjelölt volt. 2002–2006 között a Fővárosi Közgyűlés tagja volt.

## Családja
Szülei: Szabó Ferenc és Kun Margit voltak. Egy lánya van: Kornélia (1978).